# Harestar
Harestar (Carex ovalis), ofte skrevet hare-star, er et 10-40 cm langt halvgræs, der vokser på enge, overdrev og åbne steder i skove. Det kendes på sin brunlige og ret tætte blomsterstand med 2-7 aks, der har noget udspærrede frugthylstre.

## Beskrivelse
Harestar er en flerårig urt med en tueformet vækst. Blomsterstanden består af 2-7, ret store, ovale og tætsiddende småaks. Småaksene er grønne-brunlige. Støttebladene er skællignende. Frugthylstrene har en bred vingekant.

## Udbredelse
Europa og Kaukasus. I Danmark er den temmelig almindelig i hele landet.

## Habitat
Tørt græsland på svagt sur jordbund, fx enge, overdrev og åbne steder i skove.